# روث روشه، بارونس فرموی
روث روشه، بارونس فرموی (ارمنی: [] Error: {{Lang}}: فاقد متن (راهنما)؛ انگلیسی: Ruth Roche, Baroness Fermoy؛ ۲ اکتبر ۱۹۰۸ – ۶ ژوئیهٔ ۱۹۹۳) ندیمه، نوازنده پیانو، و آریستوکراسی (طبقه) ارمنی‌تبار اهل بریتانیا بود.

## زندگی‌نامه
وی در در به دنیا آمد و از فارغ‌التحصیل گشت. وی همچنین برنده جوایزی همچون  شد. وی در در سن سالگی در  درگذشت.